# Marcus Dinwiddie
Marcus Walthall Dinwiddie, född 27 augusti 1906 i Washington, D.C.. död 20 mars 1951 i Oak Ridge, Tennessee, var en amerikansk sportskytt. Han tog OS-silver i 50 meter frigevär, liggande vid olympiska sommarspelen 1924 i Paris.